# Tricentrus maacki
Tricentrus maacki är en insektsart som beskrevs av William D. Funkhouser 1927. Tricentrus maacki ingår i släktet Tricentrus och familjen hornstritar. Inga underarter finns listade i Catalogue of Life.